# Remo nos Jogos Olímpicos de Verão de 2012 - Oito com feminino
As competições de remo nos Jogos Olímpicos de Verão de 2012 na modalidade oito com timoneira feminino foram disputadas entre os dias 29 de julho e 2 de agosto no Lago Dorney em Londres.

## Medalhistas
|  | USA Estados Unidos |  | CAN Canadá |  | GBR Grã-Bretanha |
|  | Erin Cafaro Susan Francia Esther Lofgren Taylor Ritzel Meghan Musnicki Eleanor Logan Caroline Lind Caryn Davies Mary Whipple (timoneira) |  | Janine Hanson Rachelle Viinberg Krista Guloien Lauren Wilkinson Natalie Mastracci Ashley Brzozowicz Darcy Marquardt Andreanne Morin Lesley Thompson-Willie (timoneira) |  | Jacobine Veenhoven Ninke Kingma Chantal Achterberg Sytske de Groot Roline Repelaer van Driel Claudia Belderbos Carline Bouw Annemiek de Haan Anne Schellekens (timoneira) |

## Resultados
- Regras de qualificação: 1->F, 2..->R

### Eliminatórias

#### Eliminatória 1
| Pos. | Atletas                                                                            | Equipe             | Tempo   | Notas |
| ---- | ---------------------------------------------------------------------------------- | ------------------ | ------- | ----- |
| 1    | Cafaro, Francia, Lofgren, Ritzel, Musnicki, Logan, Lind, Davies, Whipple           | USA Estados Unidos | 6:14.68 | Q     |
| 2    | Vermeersch, Chatterton, Selby Smith, Cook, Gerrand, Hagan, Kehoe, Stanley, Patrick | AUS Austrália      | 6:20.89 | R     |
| 3    | Whitlam, Reeve, Eddie, Maguire, Page, Vernon, Greves, Thornley, O'Connor           | GBR Grã-Bretanha   | 6:23.51 | R     |
| 4    | Schütte, Lepke, Schulze, Thiem, Sennewald, Drygalla, Marchand, Siering, Schwensen  | GER Alemanha       | 6:34.32 | R     |

#### Eliminatória 2
| Pos. | Atletas                                                                                            | Equipe            | Tempo   | Notas |
| ---- | -------------------------------------------------------------------------------------------------- | ----------------- | ------- | ----- |
| 1    | Hanson, Viinberg, Guloien, Wilkinson, Mastracci, Brzozowicz, Marquardt, Morin, Thompson-Willie     | CAN Canadá        | 6:13.91 | Q     |
| 2    | Cogianu, Albu, Grigoraș, Dorneanu, Lupașcu, Mironcic, Cojocariu, Rotaru, Gidoiu                    | ROU Romênia       | 6:16.61 | R     |
| 3    | Veenhoven, Kingma, Achterberg, de Groot, Repelaer van Driel, Belderbos, Bouw, de Haan, Schellekens | NED Países Baixos | 6:18.98 | R     |

### Repescagem
| Pos. | Atletas                                                                                            | Equipe            | Tempo   | Notas |
| ---- | -------------------------------------------------------------------------------------------------- | ----------------- | ------- | ----- |
| 1    | Veenhoven, Kingma, Achterberg, de Groot, Repelaer van Driel, Belderbos, Bouw, de Haan, Schellekens | NED Países Baixos | 6:15.36 | Q     |
| 2    | Cogianu, Albu, Grigoraș, Dorneanu, Lupașcu, Mironcic, Cojocariu, Rotaru, Gidoiu                    | ROU Romênia       | 6:16.16 | Q     |
| 3    | Vermeersch, Chatterton, Selby Smith, Cook, Gerrand, Hagan, Kehoe, Stanley, Patrick                 | AUS Austrália     | 6:18.63 | Q     |
| 4    | Whitlam, Reeve, Eddie, Maguire, Page, Vernon, Greves, Thornley, O'Connor                           | GBR Grã-Bretanha  | 6:21.58 | Q     |
| 5    | Schütte, Lepke, Schulze, Thiem, Sennewald, Drygalla, Marchand, Siering, Schwensen                  | GER Alemanha      | 6:27.69 |       |

### Final
| Pos               | Atletas                                                                                            | Equipe             | Tempo   | Notas |
| ----------------- | -------------------------------------------------------------------------------------------------- | ------------------ | ------- | ----- |
| Medalha de ouro   | Cafaro, Francia, Lofgren, Ritzel, Musnicki, Logan, Lind, Davies, Whipple                           | USA Estados Unidos | 6:10.59 |       |
| Medalha de prata  | Hanson, Viinberg, Guloien, Wilkinson, Mastracci, Brzozowicz, Marquardt, Morin, Thompson-Willie     | CAN Canadá         | 6:12.06 |       |
| Medalha de bronze | Veenhoven, Kingma, Achterberg, de Groot, Repelaer van Driel, Belderbos, Bouw, de Haan, Schellekens | NED Países Baixos  | 6:13.12 |       |
| 4                 | Cogianu, Albu, Grigoraș, Dorneanu, Lupașcu, Mironcic, Cojocariu, Rotaru, Gidoiu                    | ROU Romênia        | 6:17.64 |       |
| 5                 | Whitlam, Reeve, Eddie, Maguire, Page, Vernon, Greves, Thornley, O'Connor                           | GBR Grã-Bretanha   | 6:18.77 |       |
| 6                 | Vermeersch, Chatterton, Selby Smith, Cook, Gerrand, Hagan, Kehoe, Stanley, Patrick                 | AUS Austrália      | 6:18.86 |       |

Legenda
| Recorde mundial      | Recorde mundial (World record)               |                       | Recorde africano                      | Recorde africano (African) |                                           | Q | Classificado por posição (Qualified) |
| Recorde olímpico     | Recorde olímpico (Olympic record)            | Recorde da América    | Recorde da América (Americas)         | q                          | Classificado por melhor tempo (Qualified) |   |                                      |
| Melhor marca do ano  | Melhor marca do ano (World leading)          | Recorde asiático      | Recorde asiático (Asian)              | DNS                        | Não largou (Did not start)                |   |                                      |
| Recorde nacional     | Recorde nacional (National record)           | Recorde europeu       | Recorde europeu (European)            | DNF                        | Não terminou (Did not finish)             |   |                                      |
| Recorde pessoal      | Recorde pessoal do atleta (Personal best)    | Recorde da Oceania    | Recorde da Oceania (Oceania)          | DSQ / DQ                   | Desclassificado (Disqualified)            |   |                                      |
| Recorde da temporada | Recorde da temporada do atleta (Season best) | Recorde sul-americano | Recorde sul-americano (South America) | NM                         | Sem marca (No mark)                       |   |                                      |

### Remo
| S | Classificado(a) para as semifinais |    |                        | FA | Final A (disputa de medalhas) |  |  | FD | Final D (sem medalhas) |
| Q | Classificado(a) para as quartas    | FB | Final B (sem medalhas) | FE | Final E (sem medalhas)        |  |  |    |                        |
| R | Classificado(a) para a repescagem  | FC | Final C (sem medalhas) | FF | Final F (sem medalhas)        |  |  |    |                        |